# 普雷里鎮區 (阿肯色州聖弗朗西斯縣)
普雷里鎮區（英語：Prairie Township）是位於美國阿肯色州聖弗朗西斯縣的一個行政鎮區。

## 地方資料
普雷里鎮區的面積為82.36平方千米，當中陸地面積為82.29平方千米，而水域面積為0.07平方千米。根據2010年美國人口普查的數據，當地共有人口1197人，而人口密度為每平方千米14.53人。